# NGC 7437
NGC 7437 (другие обозначения — PGC 70131, UGC 12270, MCG 2-58-41, ZWG 430.34) — галактика в созвездии Пегас.
Этот объект входит в число перечисленных в оригинальной редакции «Нового общего каталога».